# زیرسوز

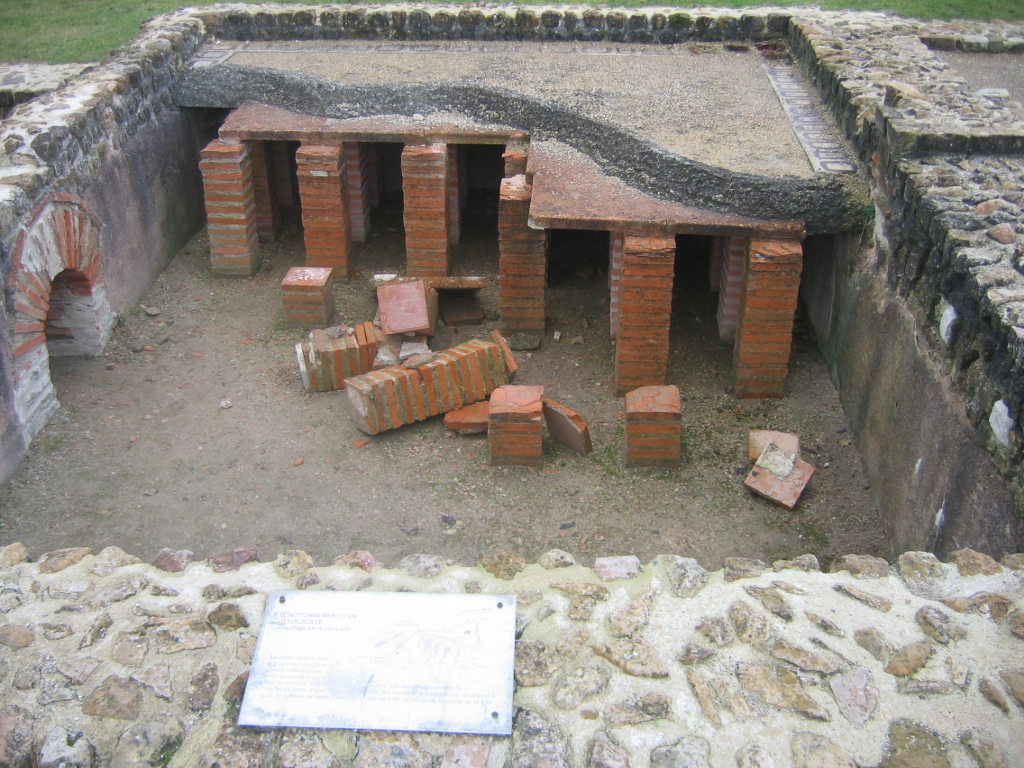
زیرسوزی در زیر کف یک ویلای رومی در وو-لا-رومن در نزدیکی کان فرانسه.

زیرسوز (به لاتین: hypocaustum) یا کوره گرمای خانگی یک سامانه گرمایش زیرزمینی رومی بود که از آن برای گرمایش خانه‌ها با هوای داغ استفاده می‌شد. واژه‌ای که در لاتین برای این نوع کوره‌ها استفاده می‌شد از یونانی باستان گرفته شده و دو بخش hypo (زیر) و caust (سوز) ساخته شده‌است.
معمار رومی، ویتروویوس، در نوشته‌های خود در سده یکم پیش از میلاد ابداع زیرسوز را به سرجیوس اراتا منسوب می‌داند.

## شیوه کاربرد در روم
از زیرسوز برای گرمایش حمام‌ها استفاده می‌شد و خانه‌ها و دیگر ساختمان‌ها، چه عمومی و چه خصوصی، کف به وسیلهٔ ستون‌هایی از زمین بالاتر با یک لایه کاشی قرار داده می‌شد. سپس یک لایه بتون و دوباره یک لایه کاشی و فضایی در داخل دیوارها تعبیه می‌شد تا هوا و دود از کوره به داخل این فضا حرکت کرده و از دودکش روی سقف خارج شود؛ بنابراین بدون آلوده کردن داخل اتاق آن را گرم می‌کردند. اتاق‌های نیازمند به گرمای بیشتر نزدیک تر به کوره قرار می‌گرفتند و گرما می‌توانست با اضافه کردن چوب بیشتر افزایش پیدا کند. دایر کردن زیرسوز کار مشکلی بود چون نیازمند توجه مداوم برای نگهداری از آتش بود و تهیهٔ سوخت نیز گران تمام می‌شد، بنابراین ازآن بیشتر در ویلا و حمام عمومی استفاده می‌شد.
ویتروویوس ساختار و عملکرد آنها را در اثر خود در باب معماری در حدود ۱۵ قبل از میلاد مسیح را توضیح می‌دهد.
(اضافه کردن جزئیات در مورد این که چگونه سوخت می‌توانست نگهداری شود به وسیلهٔ طراحی اتاق گرم یا کالدوریوم برای مردان و زنان کنار یکدیگر، در مجاورت تپیداریوم (گرمابه‌های رومی که از سامانه زیرسوز استفاده می‌کرد) تا گرمابه‌های همگانی به صورت مؤثر دایر شوند. او همچنین یک وسیله برای تنظیم گرما به وسیلهٔ یک پنکه برنزی در سقف گنبدی شکل را شرح می‌دهد.